# Les Guerres secrètes
Pour les articles homonymes, voir Secret Wars II.
ne pas confondre avec le crossover Secret Wars, publié en 2015 par Marvel.
Les Guerres secrètes (« Marvel Super Heroes Secret Wars », ou plus communément désignées comme les Secret Wars en VO) est une série limitée de bande dessinée en douze numéros mettant en scène des personnages issus de l'univers Marvel de la maison d’édition Marvel Comics.
Créée par le scénariste Jim Shooter et les dessinateurs Mike Zeck et Bob Layton, la série apparaît dans Marvel Super Heroes Secret Wars (vol. 1) #1 en mai 1984, et est publiée jusqu'à avril 1985. En France, la série est publiée à partir du no 66 de Spidey en juillet 1985.
Crossover historique de Marvel Comics, la série met en scène une grande partie des super-héros et des super-vilains de l'univers Marvel. Initié par le Beyonder, un être omnipotent venant d'un univers côtoyant le nôtre, cet affrontement titanesque aura des répercussions à long terme dans la suite des séries impliquées.

## Historique de la publication
Ce crossover inclut les comics The Amazing Spider-Man #249–252, The Avengers #242–243, Captain America #292, The Incredible Hulk (vol. 2) #294–295, Iron Man #181–183, The Thing #10–22, Fantastic Four #265, Marvel Team-Up #141, Thor #341 et 383, et The Uncanny X-Men #178–181.

## Résumé
L'histoire se déroule sur la Terre-616.
Après être entré dans une construction mystérieuse apparue à Central Park (dans leurs magazines respectifs: Amazing Spider-Man #251, Uncanny X-Men #180, Iron Man #181, Incredible Hulk #294, Thing #10, Thor #341, Avengers #242, Captain America #292 et Fantastic Four #295), une vingtaine de super-héros et une dizaine de super-criminels disparaissent de la surface de la Terre. Alors que les habitants de la planète s'interrogent sur le pourquoi de leur disparition, ceux-ci sont séparés en deux groupes et téléportés sur un monde étrange, le « Battleworld ». Ultron voulant détruire ses "collègues" est désactivé par Galactus. Une entité qui se fait appeler le Beyonder, s'adresse à eux en ses mots : « Je viens de l'au-delà. Terrassez vos ennemis, et vos désirs deviendront réalité. Il n'est de rêve que je ne puisse accomplir ».
Le Beyonder a observé l'univers Marvel. Fasciné par la présence des héros et vilains sur Terre et leur potentiel, il choisit un groupe de super-héros et de super-vilains et les téléporte contre leur gré vers le Battleworld, une planète créée en un instant par le Beyonder dans une galaxie lointaine. Ce monde a également été approvisionné en armes et technologies extraterrestres. 
Le tout-puissant Galactus, lui aussi capturé, perçoit la puissance de leur interlocuteur et se dirige vers lui mais il est aisément repoussé, ce qui stupéfie tout le monde. Des dissensions apparaissent ensuite au sein des deux camps, car tous ne se connaissent que très peu. Captain America est cependant désigné comme le chef des héros, et le Docteur Fatalis comme celui des criminels. Mais combattre n'intéresse guère Fatalis, souhaitant plutôt comprendre ce qu'est ce Beyonder et d'où il tire une telle puissance.
Le premier affrontement entre les deux camps est rapidement remporté par les héros, car le groupe de criminels est inférieur en nombre et combat de façon désordonnée. Une partie d'entre eux est emprisonnée alors que le reste regagne leur base et retrouve Fatalis, désormais résolu à prendre la tête du groupe en attendant de savoir ce qui l'intéresse.
Alors que le groupe des héros se repose, Magnéto s'introduit dans leur base et enlève la Guêpe après avoir tenté de détruire les lieux. Il s'établit seul dans une base séparée et entreprend de la séduire. De leur côté, les X-Men réalisent que leur nature de mutants risque de leur attirer, comme toujours, la méfiance et l'inimitié du reste du groupe des héros, et ils décident de rejoindre Magnéto. Spider-Man, qui les espionnait, parvient à s'enfuir mais le Professeur Xavier efface ses souvenirs pour l'empêcher de rapporter ce qu'il a entendu.
Le groupe de criminels, aidé par Fatalis et renforcé par deux nouvelles arrivantes, Titania et Volcana, attaque par surprise le QG des héros et les vainquent sans difficulté, Thor s'étant absenté et les X-Men étant partis. Les héros parviennent à s'enfuir alors que l'Homme-molécule réduit leur QG en poussière, mais ils sont vite repérés et l'Homme-Molécule soulève une montagne et la projette sur eux. Heureusement, Hulk parvient à la retenir et leur éviter d'être écrasés, le temps que Red Richards (Mr Fantastique) mette à contribution son intelligence pour trouver un moyen de les dégager. Ils se dirigent ensuite vers un village d'autochtones, où les blessés sont soignés par une guérisseuse nommée Zsaji, dont Johnny Storm (la Torche humaine) la fait tomber sous son charme.
Les criminels encore en liberté attaquent le village, ayant déduit que les héros étaient encore en vie. Cette fois, les X-Men se joignent au combat, ce qui permet aux héros de reprendre l'avantage, mais les X-Men repartent aussitôt pour poursuivre les  criminels lorsqu'ils fuient, laissant le X-Man Colossus derrière eux, blessé pendant le combat et qui sera soigné par Zsaji. Trois des X-Men combattent ensuite quatre des criminels pour les empêcher d'investir une autre base.
Le groupe des héros, rejoint par une toute nouvelle Spider-Woman, s'interroge sur son identité. Toutefois, ils l'intègrent au groupe car ils ont besoin de renforts. Les Démolisseurs rapportent ensuite le corps de la Guêpe, qu'ils ont abattue avant qu'elle ne rejoigne l'équipe après avoir échappé à Magnéto. Ils sont rattrapés par les X-Men, qui les battent facilement grâce à leur organisation.
Rendu folle furieuse par le sort de la Guêpe, Miss Hulk s'introduit dans la base des criminels et parvient à défaire les Démolisseurs. Elle est cependant surprise par Titania qui a le dessus sur elle, et les Démolisseurs prennent leur revanche en s'acharnant sur son corps inerte. Le reste des héros remarque son absence et décide de la rejoindre ; ils parviennent une nouvelle fois à vaincre les criminels et les enferment tous dans des cellules, tandis que Miss Hulk, gravement blessée, est placée en stase dans une machine. 
Profitant d'un répit, les héros se reposent, réparent leur équipement et se réconfortent les uns les autres. Voyant que les vêtements de Hulk et de Thor sont comme neufs, Spider-Man se dirige vers la machine qu'ils lui ont désigné, mais il se trompe et un étrange costume noir le recouvre. 
C'est alors que Galactus commence son processus d'absorption de la planète. Les X-Men lui tiennent tête, le temps que le reste de l'équipe arrive. Le combat est toutefois interrompu lorsque Galactus se téléporte et emmène Red Richards avec lui dans son vaisseau spatial Taa II, pour parlementer. De son côté, Fatalis se réveille et quitte facilement sa cellule, déterminé à s'opposer au Beyonder. Il s’introduit incognito sur le vaisseau de Galactus et libère Klaw (prisonnier d'une machine dans le vaisseau) et découpe son corps en tranche pour en faire des lentilles, afin de canaliser l'énergie de Galactus. Alors que les héros reprennent le combat avec Galactus, celui-ci réintègre son vaisseau et absorbe l'énergie qui en émane, se préparant à faire de même avec la planète. Fatalis accapare alors sa puissance grâce à son dispositif, devenant omnipotent et omniscient à l'image de Galactus. Il s’attaque ensuite au Beyonder, mais il est vite terrassé par la puissance de ce dernier. À l'agonie, Fatalis parvient néanmoins à lui voler son pouvoir, et le Beyonder se voit réduit à un simple halo lumineux. Ce dernier trouve alors refuge dans le corps de Klaw, à l'insu du dictateur latvérien.
Fatalis ayant récupéré l'énergie de Galactus et du Beyonder, il est à présent tout-puissant, et propose au camp adverse un cessez-le-feu. Mais, pendant qu'ils discutent, l'Homme-Molécule, furieux de voir un de ses anciens alliés pactiser avec l'ennemi, soulève une montagne et les aplatit. Fatalis parvient toutefois à le calmer en lui montrant son potentiel et en l'aidant à surmonter un blocage mental, puis disparaît. Grâce à sa nouvelle puissance, l'Homme-Molécule détache la parcelle du Battleworld où se trouvent tous ses alliés et la ramène sur Terre.
Fatalis convoque de nouveau les héros le lendemain et leur propose d'exaucer le moindre de leurs désirs. Aucun d'entre eux n'est intéressé, et le criminel les laisse donc partir, mais les prévient qu'il ne tolérera aucun désordre. Inquiétés par son arrogance et sa puissance, les héros prennent la décision d'essayer de le mettre hors d'état de nuire. 
À la seconde où cette décision est prise, Fatalis détruit le QG des héros à l'aide de son pouvoir, et les élimine tous. Le Beyonder instille alors dans l'esprit de Fatalis le doute quant à la mort des héros. Une fois Fatalis devenu paranoïaque, il permet leur résurrection (ses pouvoirs lui permettant d'altérer la réalité) et, finalement, leur victoire. Le Beyonder récupère ensuite la totalité de son pouvoir.
Les héros enterrent Zsaji, qui s'est sacrifiée pour les sauver. Par la suite, Mr Fantastique les renvoie sur Terre à l'aide d'un téléporteur. La Chose décide toutefois de rester sur le Battleworld pendant un moment, car ici il peut reprendre sa forme humaine à sa convenance, et cède sa place dans l’équipe des Quatre Fantastiques à Miss Hulk.

## Personnages impliqués

### Super-héros
Menés par Captain America :
- les Vengeurs :
  - Captain Marvel II (Monica Rambeau), Œil-de-faucon (Clint Barton), Iron Man (Jim Rhodes, alias War Machine, avec l'armure de Tony Stark), Miss Hulk, Thor, la Guêpe.
- les Quatre Fantastiques :
  - la Torche Humaine, Mr Fantastique, la Chose.
- les X-Men :
  - Colossus, Cyclope, Diablo, le Professeur Xavier, Magnéto, Malicia, Tornade, Wolverine, Lockheed (le dragon de Kitty Pryde).
- en solo :
  - Hulk (Bruce Banner), Spider-Man (Peter Parker), Spider-Woman II (Julia Carpenter), la guérisseuse Zsaji.

### Super-vilains
Menés par le Docteur Fatalis :
- L'Homme-absorbant, le Docteur Octopus, l'Enchanteresse, Kang le Conquérant, Klaw, le Lézard, l'Homme-molécule, Titania, Ultron, Volcana.
- les Démolisseurs : le Démolisseur, le Boulet, le Bulldozer, le Compresseur.

### Non aligné
- Galactus

## Évènements lors de la série
- Le Professeur Xavier retrouve un temps l'usage de ses jambes.
- Hulk peut s'exprimer avec l'intelligence du Dr Banner.
- Les Quatre Fantastiques adoptent de nouveaux costumes.
- La Chose quitte les Quatre Fantastiques. Il décide de rester sur Battleword où il peut changer d'apparence et redevenir Ben Grimm à volonté. Il est remplacé, à sa demande, par Miss Hulk[2].
- Spider-Man ramène avec lui sur Terre un étrange costume noir qu'il a acquis lors des Guerres Secrètes. Quelques semaines après son retour sur Terre, le monte-en l'air découvrira grâce à Red Richards que le costume est en fait un Symbiote. Cet organisme extra-terrestre donnera ensuite naissance à Venom, puis quelques années plus tard à Carnage et Toxin.
- Galactus est vaincu (par le Beyonder) pour la première fois de son existence !
- Le Docteur Fatalis vole les pouvoirs de Galactus et affronte le Beyonder. Plus tard, il vole les pouvoirs du Beyonder, et retrouve son visage d'origine.
- L'Homme-molécule devient pour un temps le personnage capital de l'univers Marvel.
- Fatalis utilise des appareils alien et donne à Mary « Skeeter » McPherran et son amie Marsha Rosenberg les pouvoirs de Titania et Volcana. Ces deux nouvelles recrues connaîtront à l'issue de ces guerres une idylle naissante avec respectivement l'Homme-absorbant et l'Homme-molécule.
- Spider-Woman II (Julia Carpenter) fait sa toute première apparition dans l'univers Marvel, dans le numéro 7 de la série.

## Publication française
- Spidey n°66 à 79, Éditions Lug, de juillet 1985 à aout 1986[3].

## Postérité

### Beyond!(2006)
La série limitée Beyond! (en) (juillet-décembre 2006) en six numéros fait écho à la première série des Guerres Secrètes.
Plusieurs héros et vilains sont amenés sur le Battleworld par une entité cosmique identifiée dans un premier temps comme le Beyonder, mais qui s'avère être finalement l'Étranger.